# Pickwick (Tee)

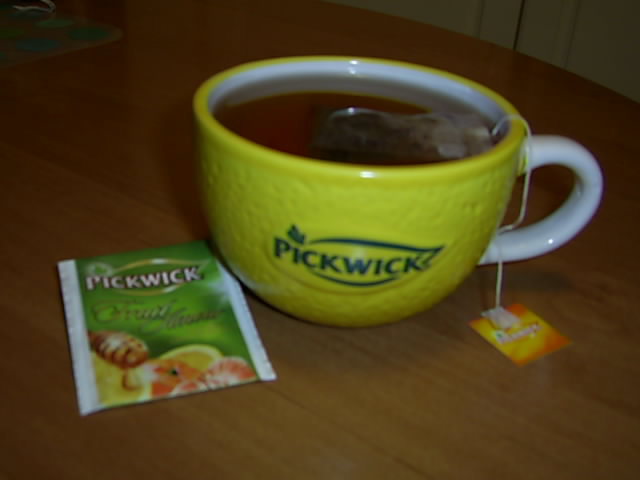
Pickwick-Tee

Pickwick ist eine Teemarke des niederländischen Kaffee- und Teeproduzenten Jacobs Douwe Egberts (ehemals D.E Master Blenders 1753).
Douwe Egberts vertrieb bis 1937 Teesorten unter eigenem Firmennamen. In dieser Zeit waren allerdings englische Teemarken in Mode. Deswegen entwickelte der damalige Direktor Johannes Hessel, dessen Frau sich durch den Roman Die Pickwickier von Charles Dickens inspirieren ließ, den englisch klingenden Namen „Pickwick“.
Die Marke Pickwick ist in den Niederlanden und Belgien Marktführer, wird aber in Deutschland nur eingeschränkt vertrieben. Bekannt sind zum Beispiel Teepads für das Kaffeepadsystems Senseo, das 2001 von Douwe Egberts in Kooperation mit dem Elektronikhersteller Philips entwickelt wurde.